# Luis Miró
Luis Miró Doñate (Barcellona, 3 marzo 1913 – Barcellona, 15 settembre 1991) è stato un allenatore di calcio e calciatore spagnolo, di ruolo portiere.

## Carriera
Allenò squadre come Siviglia, Barcellona, Roma, Valencia CF e Olympique Marsiglia.

## Palmarès

### Giocatore

#### Competizioni nazionali
- Coppa di Spagna: 1

Barcellona: 1942

### Allenatore

#### Competizioni nazionali
- Coppa Italia: 1

Roma: 1963-1964